# Stara Suchawa
Stara Suchawa – część wsi Suchawa w Polsce położona w województwie lubelskim, w powiecie włodawskim, w gminie Wyryki.
W latach 1975–1998 Stara Suchawa administracyjnie należała do województwa chełmskiego.